# 矯正及預防措施
矯正及預防措施（Corrective and preventive action, corrective action / preventive action）有時會簡稱CAPA，包括了對組織流程的改善，目的是要消除不合格或是其他不希望情形的原因。多半是組織所需要執行的行動、法律或是標準，是和製造、文件、流程或是系統有關，目的是修正並消除不合格，減少其復發。過程中會系統化的評估不合格的根本原因，並加以分析，不合格可能是市場的抱怨、顧客的抱怨、無法通過品質管理系統、或是有關要執行工作指令的錯誤認知。矯正及預防措施會由一個團隊負責，其中包括品質保證人員，以及和所發現不合格有關的人員。矯正及預防措施必須系統化的實現，並且觀察其效果，以避免類似不合格的復發。8D問題解決法是有效將CAPA結構化的方法之一。
矯正措施是消除不合格或是其他不想要情形的原因，因此使其不會再發生。
預防措施是因為識別到潛在的不合格原因而進行處理，可以預防不合格的發生。
在一些市場或是產業中，品質管理系統會要求要有矯正及預防措施，像是美國的醫療設備或是製藥業。這些產業中，沒有依正確的方式處理矯正及預防措施，就違反了聯邦有關良好作業規範（good manufacturing practices）的法則。因此，若公司無法發現不合格的原因、無法進行分析或記錄，或是無法設計及實施有效的矯正及預防措施，藥品或醫療設備會被撤消許可。
一般會用矯正及預防措施來提昇組織的流程，主要是對於不合格產品及其他不希望出現的情形，目的是在避免這類情形的出現。矯正及預防措施是良好生产规范（GMP）、危害分析重要管制點/危害分析和基於風險的預防控制（HACCP/HARPC）及其他ISO標準中的概念。其著重是在系統化的審查一個已識別問題或是風險的根本原因，避免這些問題再度出現（矯正措施）或是預防這類問題的出現（預防措施）。
矯正措施一般是應對客戶的抱怨、產品不良率偏高、内部审计發現的問題、產品和過程監控（例如統計製程控制）中發現的不利或不穩定趨勢。
若要確保矯正及預防措施的有效性，系統化審查失效的根本原因是其中的關鍵。矯正及預防措施是品質系統中的一部份。